# Rhesala irregularis
Rhesala irregularis là một loài bướm đêm trong họ Noctuidae.